# New Ashford
New Ashford est une ville du Comté de Berkshire dans l’État du Massachusetts.
Elle a été incorporée en 1835.
Sa population était de 250 habitants en 2020.